# Фльорийски манастир
Фльорийският манастир (на френски: abbaye de Fleury) е бенедиктински манастир в Сен Беноа сюр Лоар, Франция.
Основан е около 640 година и малко по-късно в него са пренесени мощите на свети Бенедикт Нурсийски, което го превръща в един от най-големите религиозни центрове на Западна Европа. Достига най-големия си разцвет през XI – XII век, когато там работят известни автори като Абон Фльорийски и Хю Фльорийски, а в църквата му е погребан френският крал Филип I. Манастирът е закрит през Френската революция в края на XVIII век, но е възстановен през 1944 година.